# Панда-дипломатия

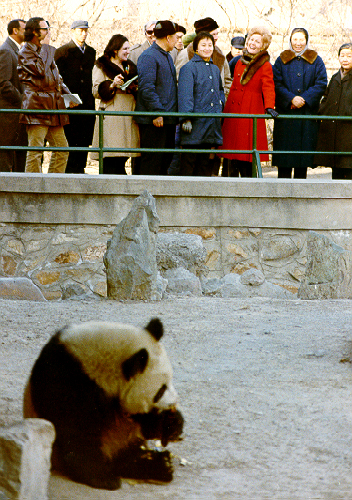
Первая леди США Пэт Никсон в зоопарке Пекина, 1972 г.

Панда-дипломатия (дипломатия панд) — инструмент публичной дипломатии, применяемый КНР для налаживания отношений с иностранными государствами и решения других международных задач; подразумевает использование больших панд в качестве «дипломатических подарков».

## Значение
Большая панда является не только редким животным, занесённым в Красную книгу, но и национальным символом Китая, олицетворяющим искренность, дружелюбие, терпимость и доброту. Неудивительно, что именно панда избрана китайскими властями в качестве «живого подарка» с политическим подтекстом. Благодаря одной из публикаций британской газеты «Файнэншел-таймс» известно выражение: «Следуйте за большой пандой: именно она лучше всего выражает направление внешней политики Китая».

## История
Впервые к «услугам» панд прибегли во времена китайской династии Тан (618—907), когда императрица У Цзэтянь, единственная в истории Китая женщина-император, подарила двух панд японскому императору.
Однако как регулярная практика панда-дипломатии возникла лишь в 1950-е годы. Всего в период с 1957 по 1983 год Китай направил 23 панды в 9 стран.
После провозглашения в 1949 году Китайской Народной Республики панд было принято дарить лишь дружественным социалистическим державам. Западные страны, такие как Великобритания и США, не имели ни малейшей возможности получить чёрно-белого медведя. В 1958 году австрийскому брокеру-анималисту Хейни Деммеру удалось обменять трёх жирафов, двух носорогов, двух гиппопотамов и двух зебр на одну панду из Пекинского зоопарка. Медведице Чи-Чи предстояло отправиться в один из американских зоопарков, однако из-за «социалистического прошлого» Чи-Чи её ввоз на территорию США был запрещен. В итоге Чи-Чи принял Лондонский зоопарк, где она стала настоящей знаменитостью. Именно Чи-Чи послужила прототипом для эмблемы Всемирного фонда дикой природы (WWF).
В начале 1970-х годов Китай стал использовать панда-дипломатию для нормализации отношений с западными странами. В 1972 году состоялся визит президента США Ричарда Никсона в КНР, в рамках которого он посетил Пекинский зоопарк. Позднее, на банкете по случаю приезда высокого гостя, премьер Госсовета КНР Чжоу Эньлай вручил супруге Никсона упаковку сигарет марки «Панда» и поинтересовался, нравится ли ей такой подарок. Первая леди США решила, что Эньлай предлагает ей сигарету и ответила, что не курит. Тогда премьер пояснил, что намерен преподнести американской чете изображённого на упаковке зверя. Спустя некоторое время пара пятнистых медведей Лин-Лин и Син-Син отправились в Соединённые Штаты. Данное событие освещалась в прессе по всему миру, тысячи американцев радостно ожидали прибытия необычных животных. Пэт Никсон приняла решение разместить Лин-Лина и Син-Сина в Национальном зоопарке, что и было сделано. В итоге панды сыграли значительную роль в установлении диалога между Китаем и США.
Кроме того, в 1972 году началось налаживание дипломатических отношений между КНР и Японией, в связи с чем Японии были подарены две панды: Лань-Лань и Кан-Кан.
В 1973 году китайская сторона направила двух панд Янь-Янь и Лили во Францию в честь 9-летия со дня установления дипломатических отношений. Ещё через год панды Цзя-Цзя и Цзин-Цзин стали подарком для Великобритании.
В 1999 году Гонконгу подарили панд Цзя Цзя (1978—2016) и Ань Ань (1986—2022) в честь возврата из-под власти Великобритании.

## Панда-дипломатия в отношении СССР
СССР стал первой страной, которая признала Новый Китай и удостоилась чести получить в подарок черно-белого медведя. В 1957 году, по случаю празднования 40-летия Октябрьской революции, Китай преподнёс Советскому Союзу самца панды по кличке Пин-Пин. Через два года СССР принял ещё один символ дружеских отношений с КНР — еще одного самца большой панды Ань-Ань, который составил пару Пин-Пину.

## Критика
Когда в середине 1980-х годов спрос на панд увеличился, Китай перестал отправлять своё национальное достояние в другие страны безвозмездно и стал дарить бамбуковых медведей только в пределах своей территории, например, Тайваню и Гонконгу. Таким образом, произошла трансформация панда-дипломатии.
Начиная с 1984 года, зарубежные государства могут лишь арендовать бамбуковых медведей на 10 лет, заплатив китайской стороне от 250 тысяч до миллиона долларов за каждую пару особей. По истечении срока аренды панд необходимо вернуть, так как они остаются собственностью КНР. В случае гибели животного иностранный зоопарк выплачивает дополнительные деньги в китайскую казну. Рождение детеныша также подразумевает финансовое отчисление, кроме того, через 4 года, когда животное станет половозрелым, его также необходимо передать Китаю.
Как правило, аренда и содержание панд очень быстро окупаются, поскольку появление в зоопарке чёрно-белого медведя неизменно увеличивает число посетителей. Ученые же используют уникальную возможность не только изучать больших панд, но и разводить их. Китай, в свою очередь, направляет полученные от зарубежных стран средства на сохранение исчезающего животного в дикой природе и развитие питомников.
С началом проекта «Аренда панд» бамбуковый медведь перестал быть просто символом мира в китайской дипломатии.